# Personality Crisis
Personality Crisis är The Bear Quartets sjunde studioalbum, utgivet 1998.

## Låtlista[1]
1. "Mom and Dad" - 3:05
2. "Lights Out Sound Off" - 3:11
3. "Placard" - 2:38
4. "I Remember Nights Wide Open" - 4:09
5. "Punks" - 5:35
6. "Volkblues" - 2:18
7. "Damn You, All of You" - 3:02
8. "P.R. Guy" - 3:47
9. "The End of the Tunnel Is Lightyears Away" - 3:01
10. "Leaning Against a Parked Car" - 5:22
11. "Human Enough" - 3:18
12. "Same Old C/o" - 5:07

## Mottagande
Allmusic.com gav skivan 4,5/5.